# YAIBA의 등장인물 목록
다음은 일본의 만화 《YAIBA》의 등장인물 목록이다.

## 등장 인물

### 야이바 일행
쿠로가네 야이바(선우 야이바)
미네 사야카(은소라)
카게토라(호돌이)
쇼노스케(수리)
미야모토 무사시(남궁쌍도)
게로타 게로자에몽(개골품바)
야규 쥬베(유추풍)
한국 로컬라이징명은 유추풍. 미야모토 무사시의 수제자로 등장한다. 오래전에 죽었지만 오니마루 타케시가 늑대의 몸에 혼을 불어넣어 부활시켰다. 술만 먹으면 늑대로 변신해서 야이바가 고전하는 상대.
해삼 사내
원래는 오니마루의 부하이고, 적이었으나 게로타 게로자에몽처럼 야이바의 편이 되는 팔귀 중 하나.
사사키 코지로(독고검)
성우 : 성우는 코스기 쥬로타/신한호(대교방송), 권혁수(비디오)
한국 로컬라이징명은 독고검. 실존인물을 부활시켰다. 길이가 자유자재로 늘어가는 마검 빨랫줄을 들고다닌다. 여자를 엄청 좋아하며, 싸우던 도중 여자한테 한 눈을 팔기도 하는 멍청하고 개그스러운 모습을 보이기도 한다.

### 오니마루 일당
오니마루 타케시
거미사내
카나보우 박사(금봉 박사)
성우 : 이상헌
오니마루의 부하인 매드 사이언티스트.

### 달
카구야
츠키카게(월터)
성우 : 나카무라 다이키/유호한
달나라의 장군으로, 카구야의 가장 충실한 부하이다. 나중에 동생인 겟코와 화해하게 된다. 카구야가 지구에 봉인 된 후 철수한다.
겟코(월차)
성우 : 야오 카즈키/김영선
츠키카게의 남동생으로 어렸을 때부터 친척들에게 차별당해 와서 형을 증오하고 있으며, 자신의 한 쪽 눈을 잃게 만든 용신에게도 원한이 있다. 달나라에서 금지되고 있는 마왕검을 사용하여 야이바를 압도하는 강력한 파워를 선보였다. 나중에 오니마루에게 마왕검을 빼앗기고 형인 츠키카게와 화해를 하게 된다. 카구야가 지구에 봉인 된 후 철수한다.
1. ↑  카게토라와 중복.
2. ↑  오니마루 타케시와 중복.